# OpenJ9
OpenJ9 ou Eclipse OpenJ9 (anciennement IBM J9) est une machine virtuelle Java.
Originellement développé par IBM, le code source a été publié sous licence open source (EPL-2.0 et Apache) en septembre 2017 et remis à la fondation Eclipse.